# Grand Prix Monako 1969
Grand Prix Monako 1969 (oryg. Grand Prix Automobile de Monaco) – trzecia runda Mistrzostw Świata Formuły 1 w sezonie 1969, która odbyła się 18 maja 1969, po raz 16. na torze Circuit de Monaco.
27. Grand Prix Monako, 16. zaliczane do Mistrzostw Świata Formuły 1.

## Klasyfikacja
| Legenda oznaczeń w tabelach wyników Wyświetl szablon na nowej stronie | Legenda oznaczeń w tabelach wyników Wyświetl szablon na nowej stronie                                                                     |
| Oznaczenie                                                            | Wyjaśnienie |
| --------------------------------------------------------------------- | --- |
| Złoty                                                                 | Zwycięzca lub mistrzostwo |
| Srebrny                                                               | 2. miejsce lub wicemistrzostwo |
| Brązowy                                                               | 3. miejsce lub II wicemistrzostwo |
| Zielony                                                               | Ukończył, punktował (w klasyfikacji generalnej, gdy zdobył co najmniej jeden punkt na przestrzeni sezonu, poza trzema powyższymi opcjami) |
| Niebieski                                                             | Ukończył, nie punktował (w klasyfikacji generalnej, gdy nie zdobył co najmniej jednego punktu na przestrzeni sezonu)                      |
| Czerwony                                                              | Nie zakwalifikował się (NZ) |
| Czerwony                                                              | Nie prekwalifikował się (NPK) |
| Różowy                                                                | Nie ukończył (NU) |
| Różowy                                                                | Niesklasyfikowany (NS) (w klasyfikacji generalnej, gdy nie został sklasyfikowany w żadnym wyścigu sezonu)                                 |
| Czarny                                                                | Zdyskwalifikowany (DK) |
| Czarny                                                                | Wykluczony (WYK/EX) |
| Biały                                                                 | Nie wystartował (NW) |
| Biały                                                                 | Kontuzjowany (K/INJ) |
| Biały                                                                 | Wyścig odwołany (OD/C) |
| Bez koloru                                                            | Został wycofany (WYC/WD) |
| Bez koloru                                                            | Nie przybył (NP/DNA) |
| Bez koloru                                                            | Nie brał udziału w treningach (NT/DNP) |
| Bez koloru                                                            | Nie został zgłoszony (–) |
| Pogrubienie                                                           | Start z pole position |
| Kursywa                                                               | Najszybsze okrążenie wyścigu |
| †                                                                     | Nie ukończył, ale jego rezultat został zaliczony ze względu na przejechanie więcej niż 90% dystansu wyścigu.                              |
| *                                                                     | Sezon w trakcie |
| 1/2/3                                                                 | Punktowana pozycja w sprincie kwalifikacyjnym                                                                                             |
| Lista systemów punktacji Formuły 1                                    | |

| Pos | No | Kierowca             | Konstruktor     | Okrążeń | Czas/powód NU   | Poz. Start. | Punktów |
| --- | -- | -------------------- | --------------- | ------- | --------------- | ----------- | ------- |
| 1   | 2  | Graham Hill          | Lotus-Ford      | 80      | 1:56:59.4       | 4           | 9       |
| 2   | 16 | Piers Courage        | Brabham-Ford    | 80      | + 17.3          | 9           | 6       |
| 3   | 9  | Jo Siffert           | Lotus-Ford      | 80      | + 34.6          | 5           | 4       |
| 4   | 2  | Richard Attwood      | Lotus-Ford      | 80      | + 52.9          | 10          | 3       |
| 5   | 4  | Bruce McLaren        | McLaren-Ford    | 79      | + 1 okrążenie   | 11          | 2       |
| 6   | 3  | Denny Hulme          | McLaren-Ford    | 78      | + 2 okrążenia   | 12          | 1       |
| 7   | 12 | Vic Elford           | Cooper-Maserati | 74      | + 6 okrążeń     | 16          |         |
| NU  | 6  | Jacky Ickx           | Brabham-Ford    | 48      | Zawieszenie     | 7           |         |
| NU  | 7  | Jackie Stewart       | Matra-Ford      | 22      | Wał prz. napędu | 1           |         |
| NU  | 8  | Jean-Pierre Beltoise | Matra-Ford      | 20      | Wał prz. napędu | 3           |         |
| NU  | 11 | Chris Amon           | Ferrari         | 16      | Różne           | 2           |         |
| NU  | 10 | Pedro Rodríguez      | BRM             | 15      | Silnik          | 14          |         |
| NU  | 17 | Silvio Moser         | Brabham-Ford    | 15      | Wał prz. napędu | 15          |         |
| NU  | 14 | John Surtees         | BRM             | 9       | Skrz. biegów    | 6           |         |
| NU  | 5  | Jack Brabham         | Brabham-Ford    | 9       | Wypadek         | 8           |         |
| NU  | 15 | Jackie Oliver        | BRM             | 0       | Wypadek         | 13          |         |